# Arabinogalactana
Uma arabinogalactana é um polissacarídeo formado por arabinose e galactose. Estão presentes em todas as plantas, particularmente abundantes nas paredes celulares, na membrana citoplasmática e em secreções extracelulares. Sua presença nas células gametofíticas em diferentes fases do desenvolvimento e ao longo do trajeto do tubo polínico através de tecidos do pistilo, evidencia que estas moléculas possuem um papel de destaque na reprodução dos vegetais. Entretanto, continua desconhecido seus mecanismos de ação, da mesma maneira que seu relacionamento com a membrana citoplasmática, através de uma "âncora" de glicosilfosfatidilinositol (GPI).
São citados benefícios deste tipo fibra como suplemento alimentar.
Para este fim as arabinogalactanas são extraídas de Maytenus ilicifolia com solução de hidróxido de potássio aquosa a 2 %, ou da "pele" de frutos de Opuntia ficus-indica por água fria.
Apresentam estes polissacarídeos capacidade de ligar-se a peptidoglicanas de paredes celulares de bactérias, como a Mycobacterium smegmatis, de onde apresentam utilidade em diagnóstico e identificação deste gênero de bactérias.